# New Swing Quartet
New Swing Quartet (kratica: NSQ), slovenski kvartet iz Šentjurja, delujoč od leta 1968 do 2008 in ponovno od leta 2018. Njihov repertoar temelji predvsem na gospel glasbi.

## Zgodovina
Prvi zametki zasedbe segajo v Šentjur pri Celju, nekaj let pred uradno ustanovitvijo NSQ, ko so Rado Razdevšek, Dare Hering in Gregor Bezenšek delovali kot tercet EmDiDži. Za božično novoletne praznike so dobili ploščo ameriške zasedbe Golden Gate Quartet, na podlagi katere so pričeli z izvajanjem tovrstne gospel glasbe. Leta 1968 se s pridružitvijo Marjana Petana preimenujejo v TuEmDiDži, istega leta pa še zmagajo v oddaji Pokaži kaj znaš, ki so jo takrat snemali na Resevni. Istega leta začno nastopati pod novim imenom New Swing Quartet.  
Leta 1970 zasedbo zapusti Gregor Bezenšek, ki ga nadomesti Celjan Oto Pestner, kvartet pa začne vse bolj prodirati na tuji trg, zato leta 1988 začno samostojno profesionalno kariero, istega leta pa četverico zapusti Rado Razdevšek, ki ga zamenja Tomaž Kozlevčar. 
Leta 1994 New Swing Quartet ob 25-letnici v ljubljanskih Križankah nastopi s svojimi vzorniki Golden Gate Quartetom
Leta 2003 Drago Medved napiše monografijo o kvartetu.
S koncertom ob 40-letnici, ki je potekal 30. decembra 2007 v Sevnici, kvartet sklene svojo glasbeno pot.

## NSQ danes
V Zgornjem trgu v Šentjurju je od leta 2010 odprta spominska soba New Swing Quarteta, kjer je predstavljena celotna glasbena pot zasedbe, nagrade (tudi viktor), plošče ipd.
Decembra 2017 sporočijo, da bo kvartet ob 50-letnici znova združen nastopil februarja 2018.
26. marca 2018 je preminul ustanovni član NSQ Rado Razdevšek.
V letu 2018 se New Swing Quartet ob 50-letnici glasbenega udejstvovanja ponovno združi v postavi Oto Pestner, Dare Hering, Marjan Petan in Tomaž Kozlevčar in po nekaj razprodanih priložnostnih koncertih nadaljuje z nastopi.
Maja 2024 Pestner, Hering in Petan sporočijo, da so prekinili sodelovanje s Tomažem Kozlevčarjem in tako prenehali delovati kot kvartet.

## Člani
- Rado (Marjan) Razdevšek
- Dare Hering
- Gregor Bezenšek
- Marjan Petan
- Oto Pestner (leta 1970 zamenja Gregorja Bezenška)
- Tomaž Kozlevčar (zamenja Rada Razdevška)